# Sansac-de-Marmiesse
Sansac-de-Marmiesse é uma comuna francesa na região administrativa de Auvérnia-Ródano-Alpes, no departamento de Cantal. Estende-se por uma área de 14,35 km². Em 2010 a comuna tinha 1 395 habitantes (densidade: 97,2 hab./km²).